# سرو فوجیان
سرو فوجیان (نام علمی: Fokienia) نام یک سرده از خانواده سرویان است.